# Pachyphloea aberrans
Pachyphloea aberrans är en insektsart som beskrevs av Ludwig Redtenbacher 1906. Pachyphloea aberrans ingår i släktet Pachyphloea och familjen Pseudophasmatidae. Inga underarter finns listade i Catalogue of Life.